# L'Adoration des mages dans un paysage d'hiver
L'Adoration des mages dans un paysage d'hiver est un tableau peint par Pieter Bruegel l'Ancien en 1563. Il est conservé au musée Oskar Reinhart « Am Römerholz » à Winterthour en Suisse.